# Fissidens ornatus
Fissidens ornatus är en bladmossart som beskrevs av Theodor Carl Karl Julius Herzog 1924. Fissidens ornatus ingår i släktet fickmossor, och familjen Fissidentaceae. Inga underarter finns listade i Catalogue of Life.